# Smyriodes delineata
Smyriodes delineata är en fjärilsart som beskrevs av Walker 1860. Smyriodes delineata ingår i släktet Smyriodes och familjen mätare. Inga underarter finns listade i Catalogue of Life.